# Romaszki
Romaszki (prononciation : [rɔˈmaʂkʲi]) est un village polonais de la gmina de Rossosz dans le powiat de Biała Podlaska de la voïvodie de Lublin dans l'est de la Pologne.
Il se situe à environ 23 kilomètres au sud de Biała Podlaska (siège du powiat) et 73 kilomètres au nord-est de Lublin (capitale de la voïvodie).
Le village compte approximativement une population de 463 habitants.

## Histoire
De 1975 à 1998, le village est attaché administrativement à la voïvodie de Biała Podlaska.

Depuis 1999, il fait partie de la voïvodie de Lublin.